# شلال سيبا

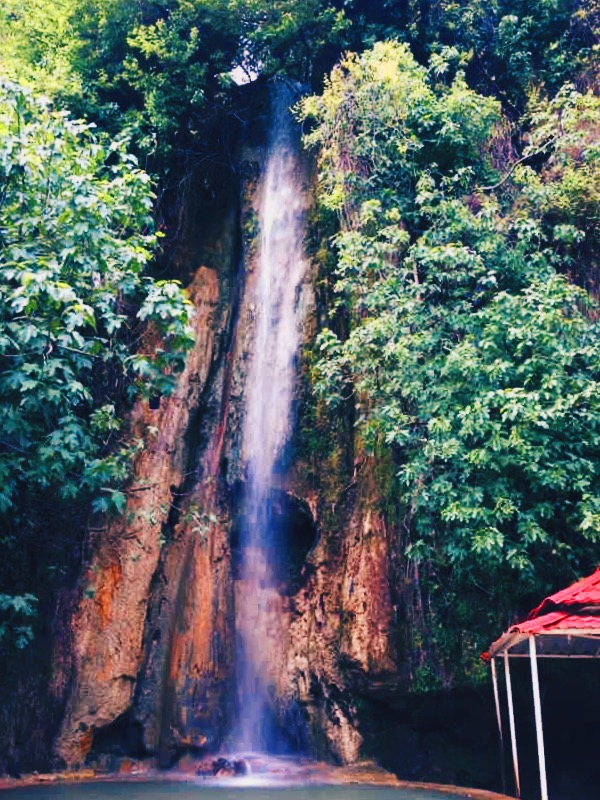

شلال سيبا هو مصيف شلالات يقع في مدينة عقرة في كردستان العراق، يبلغ ارتفاعه حوالي 30 متر.